# پردنیزون
پردنیزون (به انگلیسی: Prednisone) یک داروی گلوکوکورتیکوئیدی است که بیشتر برای سرکوب سیستم ایمنی و کاهش التهاب در شرایطی مانند آسم، بیماری مزمن انسدادی ریه(COPD) و بیماری‌های روماتیسمی استفاده می‌شود. همچنین برای درمان هایپرکلسمی به دلیل سرطان و نارسایی غده فوق کلیوی همراه با سایر استروئیدها استفاده می‌شود. این دارو به شکل خوراکی مصرف می‌شود.
عوارض جانبی رایج با استفاده طولانی مدت شامل آب مروارید، تحلیل استخوان، کبودی آسان، ضعف عضلانی و برفک است. سایر عوارض جانبی کوتاه مدت شامل افسردگی شدید یا افکار خودکشی، افزایش وزن، تورم، افزایش قند خون، افزایش خطر عفونت و روان پریشی است. به‌طور کلی در بارداری بی خطر در نظر گرفته می‌شود و به نظر می‌رسد دوزهای پایین آن در دوران شیردهی بی خطر است. پس از استفاده طولانی مدت، پردنیزون باید به تدریج قطع شود.
پردنیزون یک پیش‌داروی است و قبل از فعال شدن باید توسط کبد به پردنیزولون تبدیل شود. پردنیزولون سپس به گیرنده‌های گلوکوکورتیکوئید متصل می‌شود و آنها را فعال می‌کند و باعث ایجاد تغییراتی در بیان ژن می‌شود.
پردنیزون در سال ۱۹۵۴ ثبت اختراع شد و در سال ۱۹۵۵ برای استفاده پزشکی در ایالات متحده تأیید شد. این دارو در فهرست داروهای ضروری سازمان جهانی بهداشت قرار دارد. این دارو به عنوان یک داروی ژنریک در دسترس است. در سال ۲۰۱۹، با بیش از ۲۲ میلیون نسخه، بیست و هفتمین داروی رایج تجویز شده در ایالات متحده بود.